# La Brasilia
La Brasilia es uno de los barrios de la zona este del distrito, cantón y provincia de Alajuela, Costa Rica. Cuenta con alrededor de 400 habitantes alojados en un área de unos 278 metros cuadrados y está ubicada 900 metros al este de la Iglesia de la Agonía, 400 metros norte y 240 metros este.  Detrás de esta urbanización pasa el río Ciruelas, y como barrios vecinos se encuentran Barrio Los Higuerones y Canoas. 

## Historia
El proyecto de la creación de esta urbanización nació como idea del Instituto Nacional de Vivienda y Urbanismo y para el año 1984 se inició con el proyecto. El 7 de setiembre del año 1989 empezó la edificación de viviendas, ya que en ese entonces había alrededor de 162 habitantes en la zona. Anterior al año 2000 dentro de la urbanización existía un asentamiento informal, para el 24 de noviembre se firmó el proyecto para reubicar a estas personas e iniciar con la construcción de la actual plaza de deportes. Asimismo, el 22 de noviembre del 2016, se aprobó el proyecto de la elaboración del salón comunal, cuya construcción concluyó el 3 de marzo de 2017.

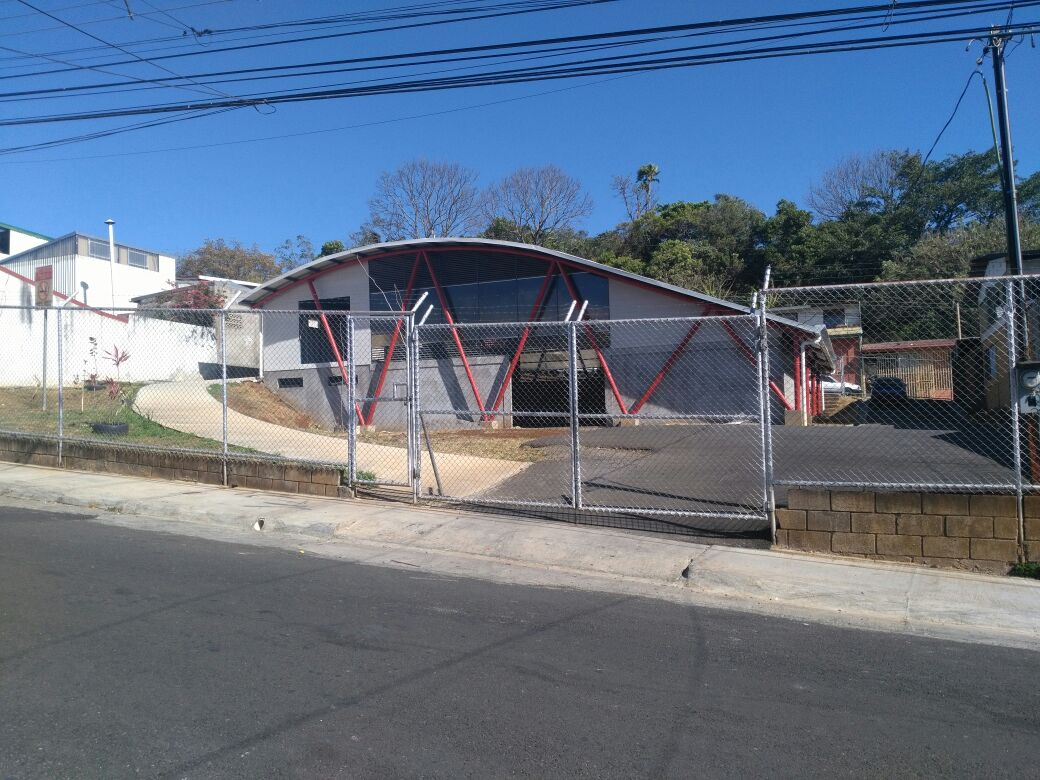
Salón Comunal de La Brasilia

## Educación
Cerca de esta urbanización se encuentran varios centros educativos que ofrecen diferentes grados de escolaridad. Una de ellas es la escuela Bri-Bri, la cual oferta servicios educativos desde kinder hasta secundaria. También se puede encontrar el colegio Redentorista San Alfonso. Finalmente, a aproximadamente 500 metros de la urbanización se encuentra la Sede Interuniversitaria de Alajuela, la cual alberga diversas carreras de cuatro universidades estatales, saber: Universidad de Costa Rica; Instituto Tecnológico de Costa Rica; Universidad Nacional y Universidad Estatal a Distancia.

## Transporte
La Brasilia cuenta con un servicio de buses activo, con aproximadamente 6 paradas dentro de la urbanización, según OpenStreetMap.
Según datos de la ARESEP ( Autoridad Reguladora de los Servicios Públicos), la ruta que cubre a la urbanización está identificada bajo el número 1235, la cual pasa por las localidades de: Alajuela, El Llano, Brasil y la sucursal del Seguro Social en Alajuela.

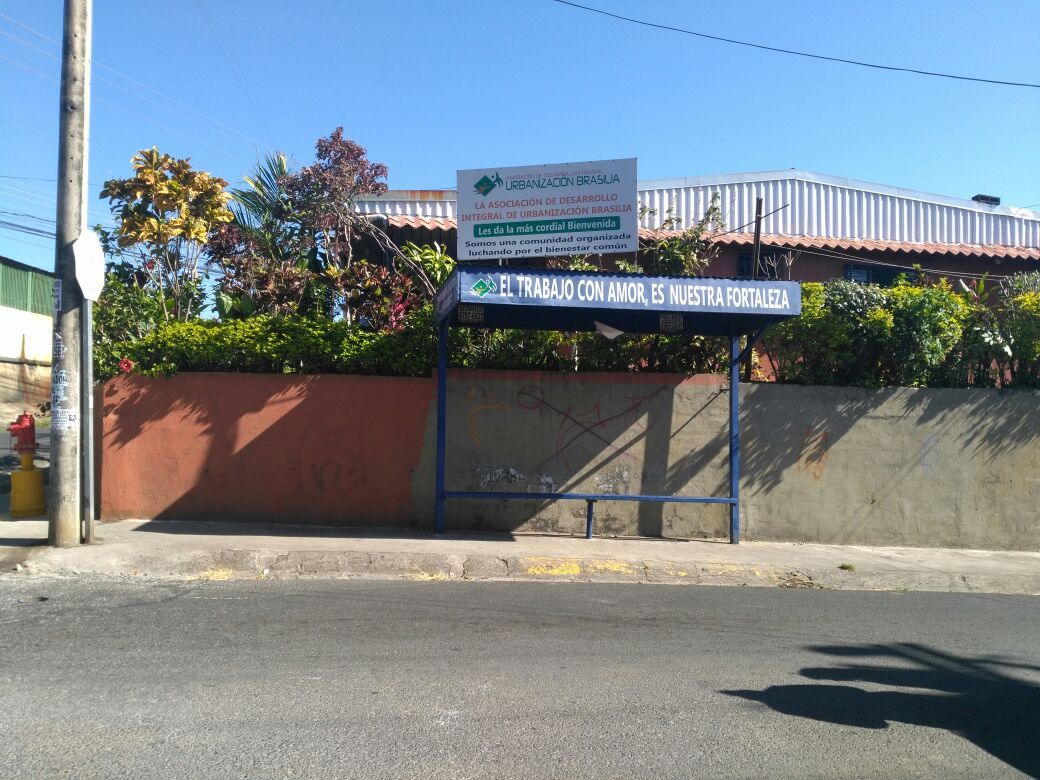
Parada de bus de La Brasilia

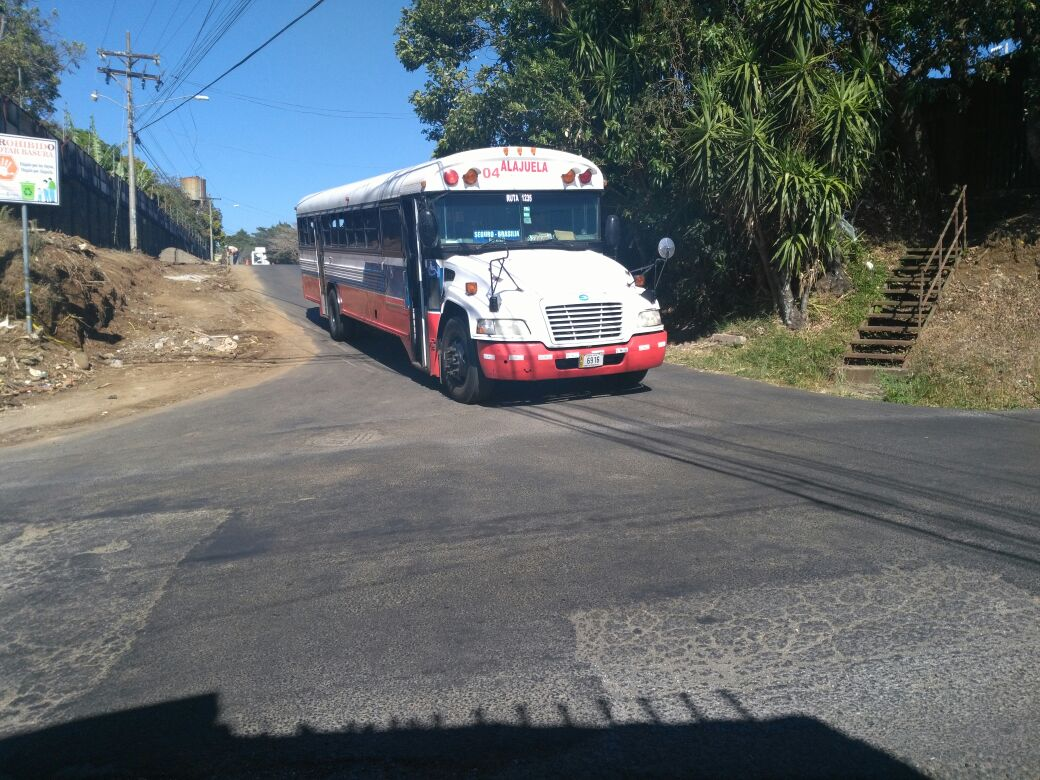
Bus de la ruta Clínica Seguro Social-La Brasilia

## Atractivos
Además, dentro de los atractivos del lugar se puede encontrar una plaza de deportes, un parque y en marzo del 2017, con iniciativa de Edgar Ávila, presidente de la Asociación de Desarrollo Integral Urbanización Brasilia, se logró construir un salón comunal.

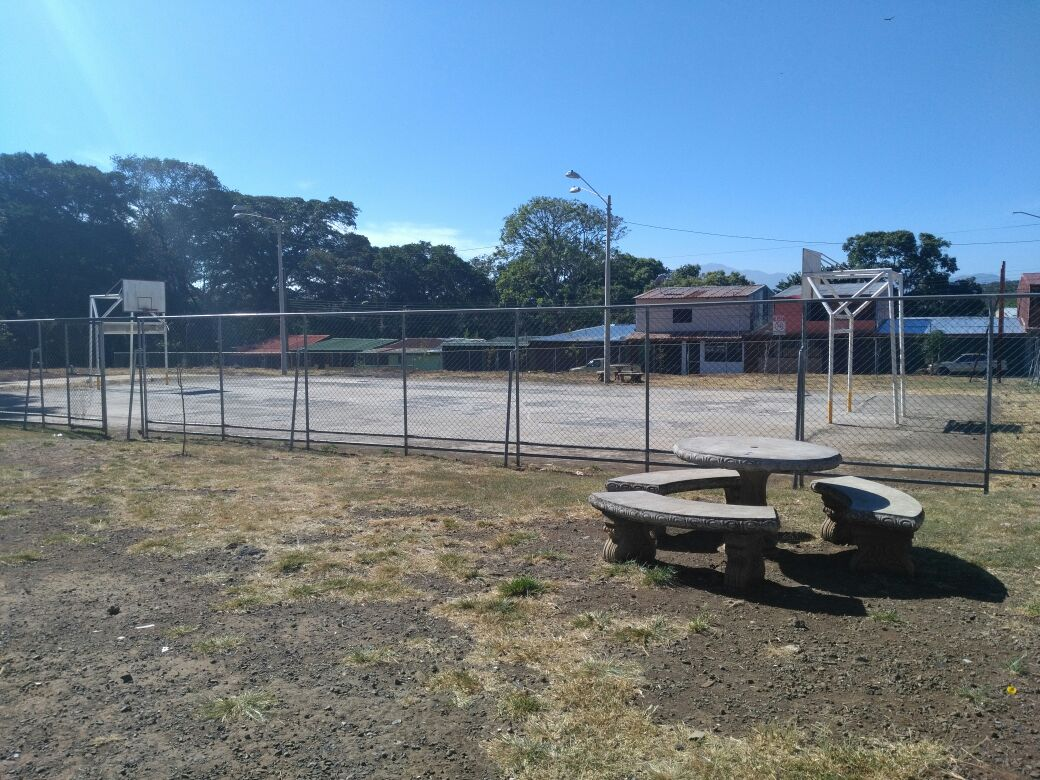
Plaza de deportes de la Urbanización La Brasilia

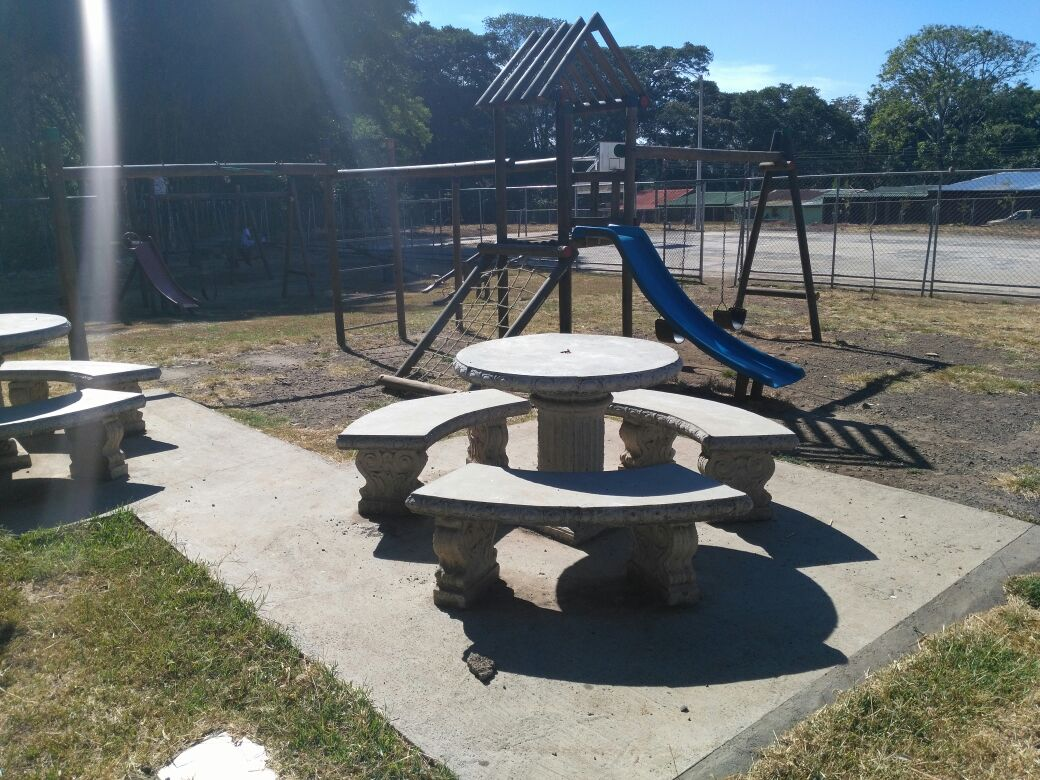
Parque Urbanización La Brasilia

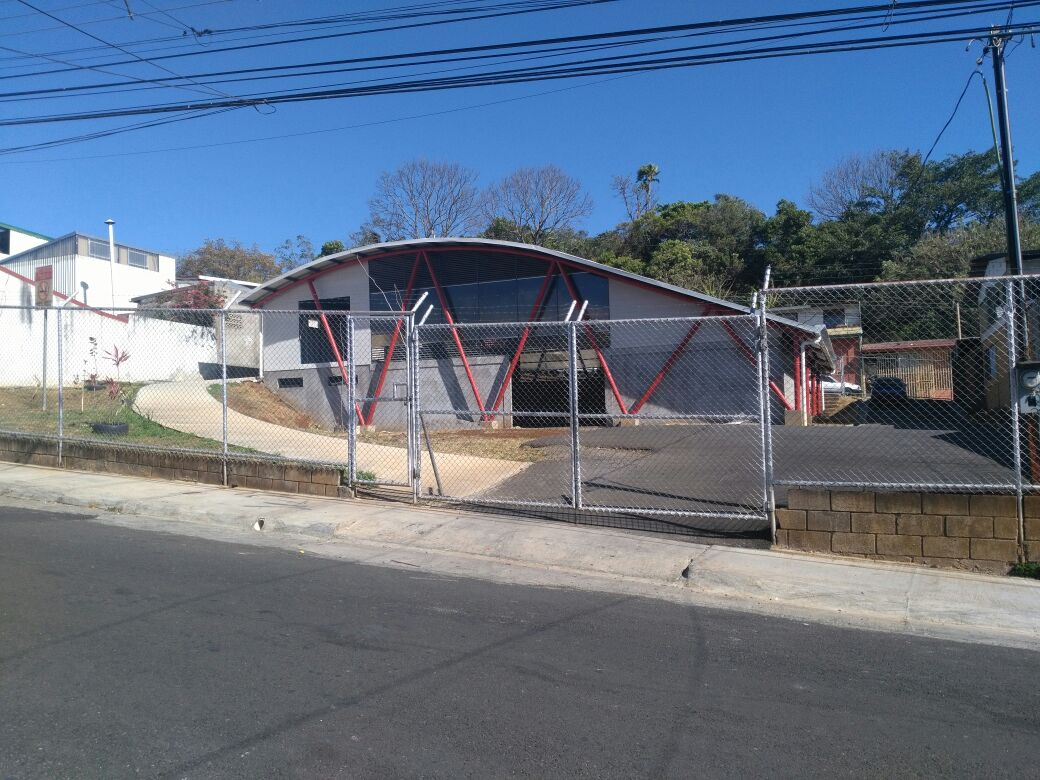
Salón Comunal de La Brasilia

## Asociación de Desarrollo Integral Urbanización La Brasilia
El 15 de noviembre del 2016 se firmó el certificado de la junta directiva de la urbanización, la cual está formada por:
- Presidente: Edgar Ávila Vega
- Vicepresidente: Raúl Gerardo de las Piedades Venegas
- Tesorero: Carlos Enrique Azofeifa Barrantes
- Secretaria: Karen Cristina López Elizondo
- Vocal 1: Silvia Damaris Alpízar Rivas
- Vocal 2: Ángela Iris González García
- Vocal 3: Grettel Eugenia Ávila Alvarado
- Fiscal: María de los Ángeles Sáenz Vega